# 仙台市地下鐵
仙台市地下鐵（日语：／ Sendaishi chikatetsu */?）是由仙台市交通局高速電車部經營的地下鐵路線。仙台市交通局稱其為「仙台市地下鐵」，列車內廣播使用的也是「仙台市地下鐵」，但其正式名稱為仙台市高速鐵道，一般僅在公文中提及時使用。1987年（昭和62年）7月15日，仙台市地下鐵正式通車。目前營運的線路為南北線及東西線。2004年，仙台市地下鐵虧損達43億5000萬日圓。仙台地下鐵的票價根據搭乘距離而有所不同，普通票價最低為200日圓，最高為350日圓。
2011年3月11日，地下鐵系統因東日本大震災影響受到損壞並且停運。經過整修後，地下鐵系統在2011年4月29日恢復運行。2015年12月6日，東西線正式通車。

## 路線
| 路線顏色 | 記號 | 中文 線名 | 日文 線名 | 起點                   | 終點         | 车站数 | 距離 （公里） | 事業名                                                  | 事業長度                                  |
| -------- | ---- | --------- | --------- | ---------------------- | ------------ | ------ | ------------- | ------------------------------------------------------- | ----------------------------------------- |
| 綠色     | ○N   | 南北線    |           | 泉中央 （N01）         | 富澤 （N17） | 17     | 14.8          | 仙鹽廣域都市計畫 都市高速鐵道第1號 仙台市高速鐵道南北線 | 15.56km （地上 03.91km） （地下 11.65km） |
| 淺藍色   | ○T   | 東西線    |           | 八木山動物公園 （T01） | 荒井 （T13） | 13     | 13.9          | 仙鹽廣域都市計畫 都市高速鐵道第4號 仙台市高速鐵道東西線 | 14.38km （地上 00.57km） （地下 13.81km） |

## 车辆

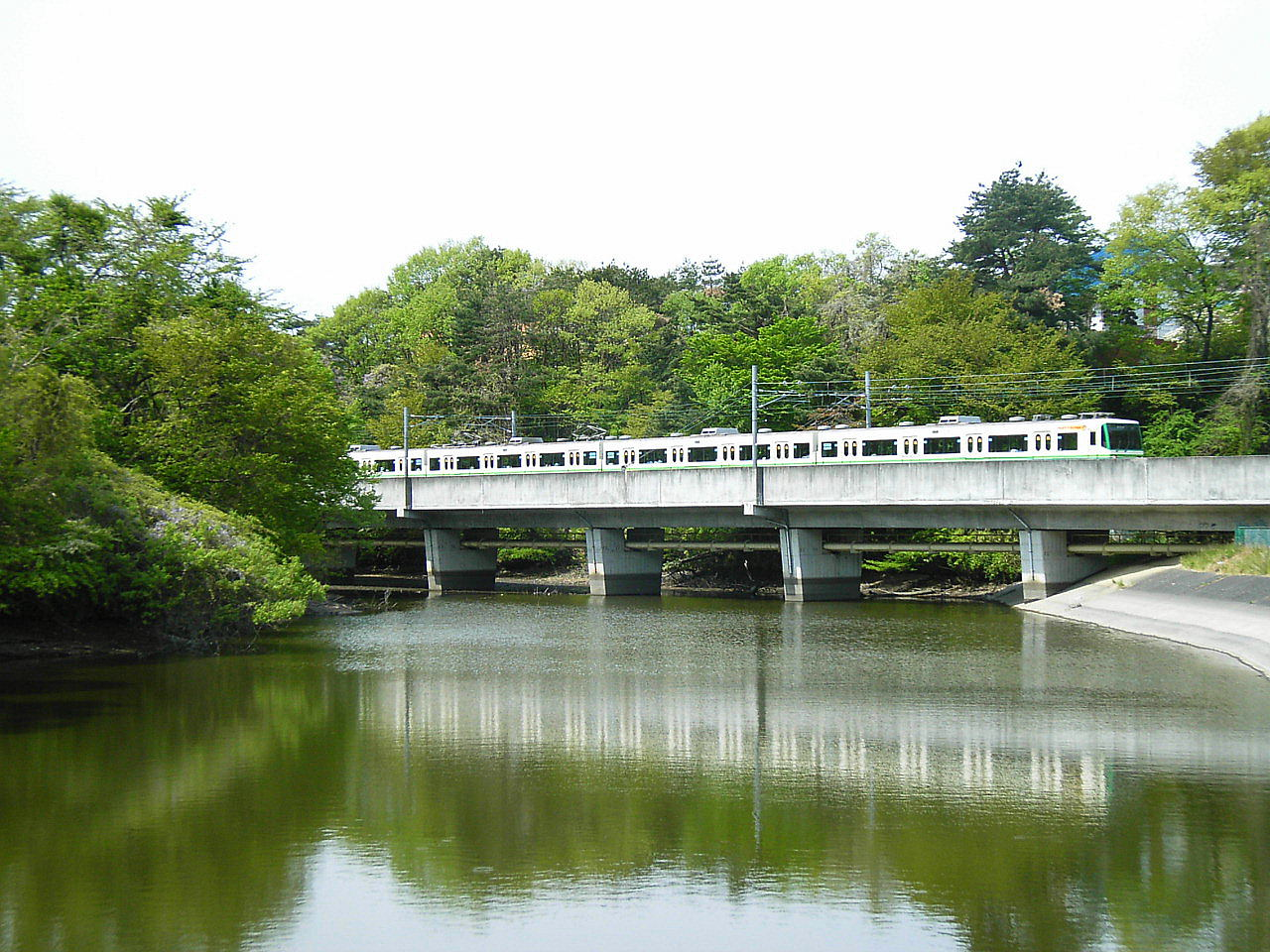
南北線黑松、八乙女之間。真美澤堤上的1000系車輛（2005年5月）
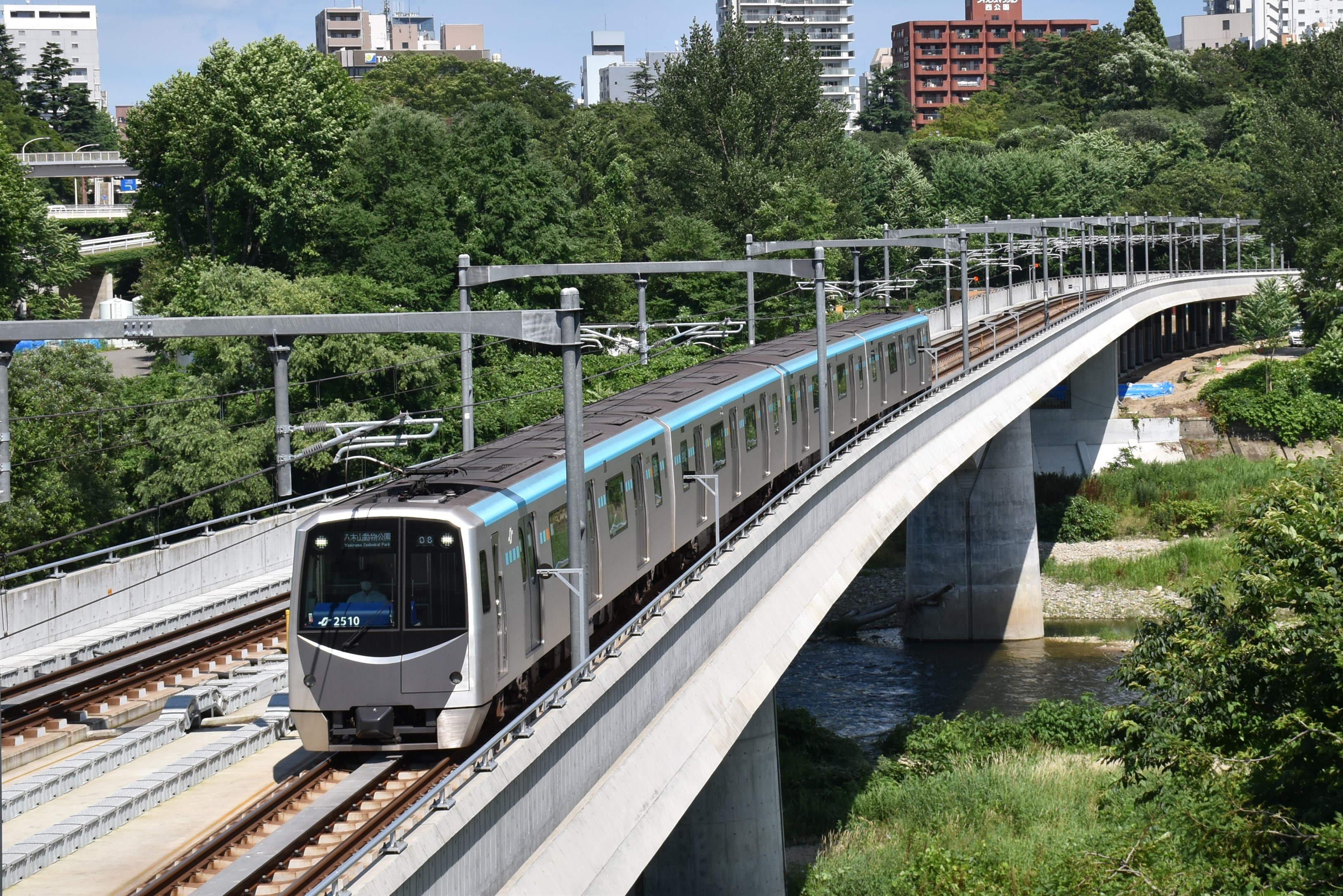
東西線國際中心、大町西公園之間。廣瀨川橋梁上的2000系車輛（2016年8月）

### 現役車輛
- 1000N系：1000系的更新車。1985年开始生产，1987年南北线开通时投入使用。列车为4辆编组、2动2拖，最初投入19辆，1992年延伸泉中央站时，以及1996年各增加1辆，达到21辆。2004年开始进行列车更新，并于2013年全部完成，之后列车名称更改为1000N系。[4]目前计划由3000系列车取代。[5]
- 2000系：2013年开始生产，2015年东西线开通时投入，属于迷你地铁列车，由直线电机驱动，列车断面面积较小，并搭载列車自動運行系統，采用4辆编组，共15辆。[6]

### 预定导入车辆
- 3000系：预计2024年秋季引入，[5]作为1000系列车达到30年运营年限的替代车辆，计划至2030年为止投入22辆，[7]于2020年3月与日立製作所締結製造契約。[8]

## 历史

### 计划提出

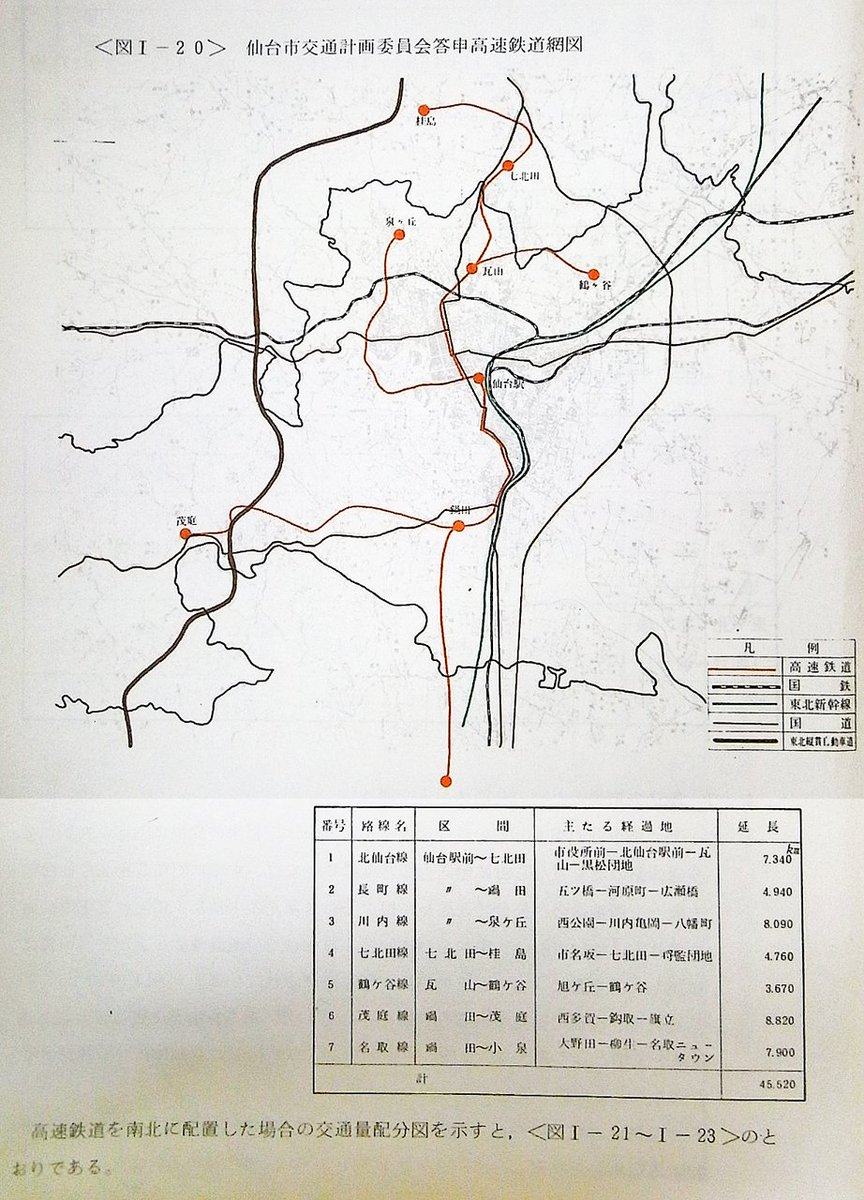
红线为1972年仙台市交通计划委员会構想之台市地下铁路线

仙台市开始考虑修建地铁是在1960年代，随着仙台的城市人口增长和市区扩展速度加快，交通拥堵问题在这一时期逐渐显现。当时，仙台市内已有有轨电车系统，即仙台市電，但随着道路交通状况恶化，汽车经常进入有轨电车轨道。这一行为原本是被禁止的，但到了1966年却被允许了，这导致市电的准时运行变得更加困难，后来的仙台市交通计划委员会的报告将这种状况形容为“城市功能的瘫痪”。
在这种背景下，1963年成立的仙台市交通对策委员会开始考虑地铁的建设，并于1967年报告提出应当将地铁作为路面交通的替代方案进行研究。当时的仙台市市长岛野武在1969年设立了仙台市交通计划委员会，要求其制定面向未来的交通体系，特别是“大量高速运输系统”的规划。在仙台市交通计划委员会的讨论中，地铁方案被广泛看好，此外还提出了市电和国铁货运列车接入地铁、建设连接宫城县北部古川市（现为大崎市）的铁路线路，甚至还有单轨系统的方案。经过多次研究，仙台市交通计划委员会在1972年提交了报告，建议在1985年前完成总长45.5公里的七条地铁线路的建设。这一地铁网络计划设想了如下线路：
- 北仙台線
- 長町線
- 川内線

- 七北田線
- 鶴谷線

- 茂庭線
- 名取線

其中「北仙台线」和「长町线」相当于目前南北线的八乙女至长町区间，被认为是应优先建设的线路。另一方面，现有的仙石線被视为大容量高速运输系统之一，为避免重复建设，计划中没有包括从仙台站向东延伸的地铁，而是计划对仙石线进行高效利用。该报告还提到了车辆的设计，建议使用由两辆15米长车厢组成的列车，在地下区段采用第三轨供电，在地上区段采用架空電車線供电，列车设计为可以在这两种供电方式之间切换，并与国铁线（现为JR东日本运营）直通运营，为此计划中提出了建设与国铁相同的1067毫米轨距的线路，报告还建议列车应采用自动列车驾驶装置。
另外，仙台市交通计划委员会的报告将有轨电车和公交车都定位为地铁的辅助交通工具。然而1973年仙台市决定将地铁作为未来城市的主要交通工具，同时决定废除有轨电车，并在1976年3月底正式停止了仙台市电的运行。
对于仙台市的地铁计划，宫城县也提出了一些建议。1972年宫城县对仙台都市圈进行了第一次综合都市交通体系调查，并在随后的1973年至1974年期间制定了都市圈层级的综合都市交通计划。在这一计划中，关于公共交通机构的部分，提出了有关大容量高速运输系统的建议，提议在1980年时完成「南北线」，1990年时扩展为「南北线＋东西线」，并在将来进一步扩展为「南北线＋东西线＋环状线」的网络。在1982年，宫城县进行了第二次综合都市交通体系调查，随后制定了新的都市圈层级综合都市交通计划。在这一计划中，建议到2005年将大容量高速运输系统扩展为「南北线＋东西线＋西南线＋西北线＋南小泉方向＋环状方向」的网络。

### 计划核准
1972年仙台市交通计划委员会的报告出台后，仙台市成立了「仙台市高速铁道建设准备事务局」，正式开始推进地铁建设。然而，地铁建设需要大量的资金投入，且在路线选择和需求评估等方面也面临挑战，因此需要与宫城县和相关部门进行大量协调。在这些问题中，最大的挑战是仙台市的人口。当时，运输省设定了建设地铁的条件，即城市人口需达到100万以上，而仙台市的人口远未达到这一标准。尽管如此，仙台市还是向国家积极争取，理由是仙台市的铁路网建设尚未完善，且道路交通的根本性改善难以实现。
1975年運輸省提出了应加快从泉市七北田周边经过仙台站附近至长町周边的“地下高速铁路”建设的建议，这意味着国家层面的建设认可。根据这一建议，仙台市、泉市和宫城县进行了协调，决定优先开通从富泽到七北田的区段，之后再向北延伸线路，并向泉市内部通报了这一计划，获得了泉市的同意。1978年仙台市议会一致通过了地铁建设决议，并在这一年内提交了地方铁路事业的许可申请。该许可于1980年5月30日获得批准，1981年开始建设窄轨并使用架空電車線供电的南北线。

### 地铁建设
南北线的地上区段和山岳隧道区段的建设委托给了日本铁路建设公团（现为鐵道建設、運輸設施整備支援機構），以避免因地铁建设而导致仙台市聘雇人员增加，另外公团运用了在上越新干线建设中使用的新奥法实现了经济的线路建设。
然而，地铁的建设并非一帆风顺。由于施工地点的文物发掘作业以及地质原因带来的技术问题，工程进度有所延迟。此外，施工公司还被怀疑存在串通投标的嫌疑。虽然这一问题最终因部分涉嫌串通的公司被排除在投标之外而不了了之，但仍导致了工程的延迟。根据最初的计划，南北线原定于1985年开业，但到了1985年实际上仅完成了车站名称的确定，以及部分车辆的完工和试运行。

### 开通运营
1987年7月15日，南北线富泽站至八乙女站13.6公里正式通车。南北线总建设费用约为2300亿日元。在各站设置了与巴士换乘的设施，并且以及换乘的优惠票价。开通时，黑松站和八乙女站位于泉市，但由于1988年泉市并入仙台市，南北线全线成为仙台市内的线路。同年，向北延伸线路获得了批准，并于次年开始施工，1992年7月15日南北线自八乙女站向北延伸1站至泉中央站，使线路总长度达到14.8公里 ，在同一年度，还进行了是否将线路继续延伸的调查，但最终决定不再延伸。
虽然仙台市的地铁顺利开通，并减少南北线沿线道路的交通量，但在经营上却面临困境。建设费用超出最初预期150亿日元以上。此外，尽管曾预测每天的平均乘客量为23万人，但实际的日均乘客量仅约为11万人。由于票价较高，甚至被称为“日本最贵的地铁”。再加上在运输省为应对经营恶化而采取的指导下，巴士换乘折扣被压低，未能达到预期的使用率。

### 新线开通
仙台市的地铁计划最初计划建设7条线路，总长度为45.5公里。然而，在南北线开通后，仅继续研究东西方向的交通工具方案。1987年连接西公园和茂庭台的仙台单轨西南线计划被敲定并对外公布。同时，配套方案还包括将仙石线延长至西公园并与西南线接驳的计划。此外，还有将西南线延伸至爱子站的构想，但仙台单轨西南线的计划最终在1991年由于资金、效益不足被放弃。
之后，仙台市转而规划并决定建设地铁东西线。东西线采用了直线电机列车，并以隧道直径较小的“迷你地铁”方式建造，以通过较陡峭的斜坡路段。东西线仙台站以西的区间，继承了过去规划中的“川内线”和“茂庭线”构想，经过对与单轨电车西南线和仙石线直通方案的讨论后，最终缩短至费用效益较高的区间。东西线路线走向于2000年确定，2007年动工，2015年12月6日，东西线从八木山动物公园站到荒井站之间的13.9公里线路正式开通运营。